# استان‌های غیرمسلمان در آغاز اسلام
استان‌های غیرمسلمان در آغاز اسلام: حاکمیت اسلامی و مشروعیت ایرانی در ارمنستان و آلبانی قفقاز، کتابی است از الیسون واکا، دربارهٔ ارمنستان و آلبانیای قفقاز در قرون وسطی. این کتاب به انتقال قدرت از حکومت ساسانیان به خلافت اسلامی در این دو منطقه که عمدتاً مسیحی و در حوزه فرهنگی ایران بودند می‌پردازد. تمرکز کتاب، بر روی تاریخ ارمنستان و آلبانی قفقاز، تحت حکومت خلافت اسلامی، عناصر ادامه حکوکت اداری از دوره ساسانی به خلافت و تغییرات اداری، تحت حکومت مروانیان و عباسیان نخستین است. همچنین، بنا به توصیف این کتاب: «واکا به بررسی روایت‌های تاریخی و ساخت حافظه فرهنگی ساسانی در سده‌های نهم و دهم میلادی می‌پردازد، تا این استان‌ها را در بستر گسترده‌تری از حاکمیت ایرانی جای دهد». این اثر، در حوزه مطالعات اسلامی، مطالعات ایرانی و قفقازشناسی قرار می‌گیرد و برای پژوهشگران هویت ایرانی و روابط مسلمانان و مسیحیان در آسیای غربی نیز اهمیت دارد.

## جوایز
برندهٔ جایزهٔ کتاب تاریخ و علوم انسانی انجمن مطالعات اوراسیای مرکزی در سال ۲۰۱۸.

## مطالعه بیشتر
- بررسی سال ۲۰۱۸ توسط هانا-لنا هاگمان در Bulletin of the School of Oriental and African Studies
- بررسی سال ۲۰۲۰ توسط هیو ن. کندی در Journal of Islamic Studies
- بررسی سال ۲۰۲۰ توسط سرجیو لاپورتا در Medieval Encounters
- پیوند به کتاب کامل